# مارلين س. جونز
مارلين س. جونز (بالإنجليزية: Marilyn C. Jones)‏ هي لاعب كرة قاعدة أمريكية، ولدت في 5 أبريل 1927 في بروفيدنس في الولايات المتحدة، وتوفيت في 22 يوليو 2015 في برادنتون في الولايات المتحدة.